# Bartolomeu Português
Bartolomeu Português (XVII w.) – bukanier działający na terenie Jamajki w XVII w.
Podobno za swoje nazwisko przyjął nazwę kraju, w którym się urodził. Atakował liczne statki hiszpańskie. Został schwytany raz, w porcie Campeche. Udało mu się uciec, lecz później powrócił do Campeche, aby odzyskać swój okręt. Alexander Exquemelin wspomniał o nim w swojej książce Bucaneers of America.